# Пеккала, Майя
Майя Пеккала (фин. Maija Pekkala; 15 февраля 1965 года, Хельсинки, Финляндия) — фигуристка из Финляндии, участница Чемпионата мира 1983, трёхкратная чемпионка Финляндии 1982 и 1984—1985 годов в парном катании. Выступала с братом Пеккой Пеккала.

## Спортивная биография
Майя встала на коньки еще в раннем детстве. В 1970 году, в 5 лет, Майя начала кататься в паре с братом Пеккой Пеккала. В 1974 году они выступили на чемпионате Финляндии среди начинающих, где заняли первое место.
В 1977 году они выиграли чемпионат Финляндии по разряду новисов.
Затем с 1978 по 1980 три раза подряд становились национальными чемпионами Финляндии в парном катании среди юниоров. В 1978 и 1979 году Майя и Пекка Пеккала становятся победителями Чемпионата Северных стран (среди юниоров).
В 1982 году пара Майя и Пекка Пеккала получили золотую медаль на чемпионате Финляндии по фигурному катанию среди взрослых и представляли Финляндию на традиционном международном турнире Приз газеты «Московские новости», где стали 11-ми.
В 1983 году пара Майя и Пекка Пеккала представляли Финляндию на Чемпионате Европы, где заняли 12-е место, а на «домашнем» Чемпионате мира в Хельсинки стали 17-ми.

## Спортивные результаты
(с Пеккой Пеккала)
| Соревнования/Сезоны              | 1976-77 | 1977-78 | 1978-79 | 1979-80 | 1980-81 | 1981-82 | 1982-83 | 1983-84 | 1984-85 |
| -------------------------------- | ------- | ------- | ------- | ------- | ------- | ------- | ------- | ------- | ------- |
| Чемпионаты мира                  |         |         |         |         |         |         | 17      |         |         |
| Чемпионаты Европы                |         |         |         |         |         |         | 12      |         |         |
| Чемпионаты Северных стран        |         | 1 J     | 1 J     |         |         | 1       |         |         |         |
| Приз газеты «Московские новости» |         |         |         |         |         | 11      |         |         |         |
| Чемпионаты Финляндии             | 1 N     | 1 J     | 1 J     | 1 J     |         | 1       |         | 1       | 1       |

- J = юниорский уровень
- N = новисы

## Разное
- Во время своей спортивной карьеры Майя в качестве своих хобби указывала бег трусцой, кулинарию, музыку, чтение и рукоделие[1].

- Больше 30-ти лет Майя и Пекка Пеккала оставались единственной финской парой, участвовавшей в крупнейших международных турнирах — Чемпионате Европы и Чемпионате мира, пока в 2017 г. на Чемпионате мира не выступили Эмилия Симонен-Мэтью Пенасс[6].